# Зарічний (Ханти-Мансійський автономний округ)
Зарі́чний (рос. Заречный) — селище у складі Октябрського району Ханти-Мансійського автономного округу Тюменської області, Росія. Входить до складу Малоатлимського сільського поселення.
Населення — 206 осіб (2010, 259 у 2002).
Національний склад станом на 2002 рік: росіяни — 75 %.